# ديفيد جورج غرين
ديفيد جورج غرين (بالإنجليزية: David George Green)‏ هو صحفي بريطاني، ولد في 24 يناير 1951 في المملكة المتحدة.